# Campeonato Juvenil de la AFC 1992
El Campeonato Juvenil de la AFC 1992 se llevó a cabo del 25 de septiembre al 10 de octubre en Dubái, Emiratos Árabes Unidos; y contó con la participación de 9 selecciones juveniles de Asia y Oceanía.
Arabia Saudita venció en la final a Corea del Sur para ganar el título por segunda ocasión.

## Participantes
| - Catar - Arabia Saudita - Irán | - Japón - Corea del Sur - India | - Tailandia - UAE (anfitrión) - Nueva Zelanda |

## Fase de grupos

### Grupo A
| País  | J | G | E | P | GF | GC | GD | PTS |
| ----- | - | - | - | - | -- | -- | -- | --- |
| UAE   | 3 | 2 | 1 | 0 | 5  | 0  | +5 | 5   |
| Japón | 3 | 2 | 0 | 1 | 4  | 2  | +2 | 4   |
| Irán  | 3 | 1 | 1 | 1 | 2  | 2  | 0  | 3   |
| India | 3 | 0 | 0 | 3 | 0  | 7  | -7 | 0   |

| Equipo 1 | Resultado | Equipo 2 |
| -------- | --------- | -------- |
| UAE      | 0-0       | Irán     |
| India    | 0-2       | Japón    |
| Japón    | 2-0       | Irán     |
| India    | 0-3       | UAE      |
| UAE      | 2-0       | Japón    |
| Irán     | 2-0       | India    |

### Grupo B
| País           | J | G | E | P | GF | GC | GD  | PTS |
| -------------- | - | - | - | - | -- | -- | --- | --- |
| Corea del Sur  | 4 | 3 | 0 | 1 | 16 | 7  | +9  | 6   |
| Arabia Saudita | 4 | 3 | 0 | 1 | 9  | 3  | +6  | 6   |
| Catar          | 4 | 3 | 0 | 1 | 9  | 5  | +4  | 6   |
| Tailandia      | 4 | 1 | 0 | 3 | 5  | 13 | -8  | 2   |
| Nueva Zelanda  | 4 | 0 | 0 | 4 | 2  | 13 | -11 | 0   |

| Equipo 1       | Resultado | Equipo 2       |
| -------------- | --------- | -------------- |
| Catar          | 2-0       | Arabia Saudita |
| Corea del Sur  | 8-1       | Tailandia      |
| Nueva Zelanda  | 1-5       | Corea del Sur  |
| Tailandia      | 0-2       | Arabia Saudita |
| Nueva Zelanda  | 0-2       | Tailandia      |
| Corea del Sur  | 3-1       | Catar          |
| Arabia Saudita | 3-1       | Nueva Zelanda  |
| Tailandia      | 2-3       | Qatar          |
| Arabia Saudita | 4-0       | Corea del Sur  |
| Catar          | 3-0       | Nueva Zelanda  |

## Fase final

### Semifinales
| Equipo 1      | Resultado  | Equipo 2       |
| ------------- | ---------- | -------------- |
| UAE           | 0-2 (t.e.) | Arabia Saudita |
| Corea del Sur | 2-1        | Japón          |

### Tercer lugar
| Equipo 1 | Resultado | Equipo 2 |
| -------- | --------- | -------- |
| UAE      | 0-3       | Japón    |

### Final
| Equipo 1      | Resultado | Equipo 2       |
| ------------- | --------- | -------------- |
| Corea del Sur | 0-2       | Arabia Saudita |

## Campeón
| Campeonato Juvenil de la AFC 1992 |
| --------------------------------- |
| Bandera de Arabia Saudita         |
| Arabia Saudita 2º Título          |

## Clasificados al Mundial Sub-20
| - Arabia Saudita | - Corea del Sur |